# Noël del Bello
Noël del Bello (ur. 25 grudnia 1942, zm. 13 kwietnia 2024) – francuski kierowca wyścigowy. Właściciel zespołu Noël del Bello Racing.

## Kariera
Del Bello rozpoczął karierę w międzynarodowych wyścigach samochodowych w 1980 roku od startów w World Challenge for Endurance Drivers, gdzie jednak nie zdobywał punktów. W późniejszych latach Francuz pojawiał się także w stawce FIA World Endurance Championship, World Sports-Prototype Championship, 24-godzinnego wyścigu Le Mans oraz American Le Mans Series.